# Mora (Minnesota)
Mora – miasto w Stanach Zjednoczonych, w stanie Minnesota, siedziba administracyjna hrabstwa Kanabec.